# Balimela
Balimela (Balimila) è una città dell'India di 11.500 abitanti, situata nel distretto di Malkangiri, nello stato federato dell'Orissa. In base al numero di abitanti la città rientra nella classe IV (da 10.000 a 19.999 persone).

## Geografia fisica
La città è situata a 18° 15' 0 N e 82° 7' 60 E e ha un'altitudine di 417 m s.l.m..

## Società

### Evoluzione demografica
Al censimento del 2001 la popolazione di Balimela assommava a 11.500 persone, delle quali 5.938 maschi e 5.562 femmine. I bambini di età inferiore o uguale ai sei anni assommavano a 1.542, dei quali 751 maschi e 791 femmine. Infine, coloro che erano in grado di saper almeno leggere e scrivere erano 6.528, dei quali 3.931 maschi e 2.597 femmine.